# Szingapúr a 2016. évi nyári olimpiai játékokon
Szingapúr a brazíliai Rio de Janeiróban megrendezett 2016. évi nyári olimpiai játékok egyik részt vevő nemzete volt. Az országot az olimpián 7 sportágban 25 sportoló képviselte, akik összesen 1 érmet szereztek.

## Érmesek
| Érem  | Versenyző        | Sportág | Versenyszám          |
| ----- | ---------------- | ------- | -------------------- |
| Arany | Joseph Schooling | Úszás   | Férfi 100 m pillangó |

## Asztalitenisz
Férfi
| Versenyző | Versenyszám | Selejtező         | 64-es főtábla                                     | 48-as főtábla                                                   | 32-es főtábla     | Nyolcaddöntő      | Negyeddöntő       | Elődöntő          | Döntő             | Helyezés |
| Versenyző | Versenyszám | Ellenfél Eredmény | Ellenfél Eredmény                                 | Ellenfél Eredmény                                               | Ellenfél Eredmény | Ellenfél Eredmény | Ellenfél Eredmény | Ellenfél Eredmény | Ellenfél Eredmény | Helyezés |
| --------- | ----------- | ----------------- | ------------------------------------------------- | --------------------------------------------------------------- | ----------------- | ----------------- | ----------------- | ----------------- | ----------------- | -------- |
| Feng Chen | Egyes       | erőnyerő          | Benedek Oláh (FIN) · 4–11, 8–11, 11–7, 9–11, 6–11 | kiesett                                                         | kiesett           | kiesett           | kiesett           | kiesett           | kiesett           | 49.      |
| Gao Ning  | Egyes       | erőnyerő          | erőnyerő                                          | Paul Drinkhall (GBR) · 7–11, 6–11, 11–3, 3–11, 11–9, 11–9, 8–11 | kiesett           | kiesett           | kiesett           | kiesett           | kiesett           | 33.      |

Női
| Versenyző                                                                     | Versenyszám | Selejtező         | 64-es főtábla     | 48-as főtábla     | 32-es főtábla                                          | Nyolcaddöntő                                                            | Negyeddöntő                                                                                           | Elődöntő                                                                                          | Döntő                                                                        | Helyezés |
| Versenyző                                                                     | Versenyszám | Ellenfél Eredmény | Ellenfél Eredmény | Ellenfél Eredmény | Ellenfél Eredmény                                      | Ellenfél Eredmény                                                       | Ellenfél Eredmény                                                                                     | Ellenfél Eredmény                                                                                 | Ellenfél Eredmény                                                            | Helyezés |
| ----------------------------------------------------------------------------- | ----------- | ----------------- | ----------------- | ----------------- | ------------------------------------------------------ | ----------------------------------------------------------------------- | --- | ------------------------------------------------------------------------------------------------- | ---------------------------------------------------------------------------- | -------- |
| Jü Meng-jü (Yu Mengyu)                                                        | Egyes       | erőnyerő          | erőnyerő          | erőnyerő          | Jian Fang Lay (AUS) · 11–9, 11–9, 11–6, 12–10          | Cson Dzsihi (Jeon Ji-Hee) (KOR) · 12–10, 8–11, 12–10, 11–7, 11–2        | Kim Szongi (Kim Song-i) (PRK) · 8–11, 11–6, 5–11, 6–11, 11–9, 6–11                                    | kiesett                                                                                           | kiesett                                                                      | 5.       |
| Feng Tien-vej (Feng Tian Wei)                                                 | Egyes       | erőnyerő          | erőnyerő          | erőnyerő          | Xia Lian Ni (LUX) · 8–11, 5–11, 11–8, 11–5, 11–4, 11–5 | Jia Liu (AUT) · 11–6, 11–6, 11–7, 6–11, 11–4                            | Fukuhara Ai (JPN) · 12–14, 8–11, 7–11, 5–11                                                           | kiesett                                                                                           | kiesett                                                                      | 5.       |
| Jü Meng-jü (Yu Mengyu) Feng Tien-vej (Feng Tian Wei) Csou Ji-han (Zhou Yihan) | Csapat      |                   |                   |                   |                                                        | Egyiptom (EGY) · Nadeen El-Dawlatly · Yousra Helmy · Dina Meshref · 3–0 | Dél-Korea (KOR) · Cson Dzsihi (Jeon Ji-Hee) · Jang Heun (Yang Hae-Un) · Szo Hjovon (Seo Hyowon) · 3–2 | Kína (CHN) · Ting Ning (Ding Ning) · Li Hsziao-hszia (Li Xiaoxia) · Liu Si-ven (Liu Shiwen) · 2–3 | Bronzmérkőzés · Japán (JPN) · Fukuhara Ai · Isikava Kaszumi · Itó Mima · 1–3 | 4.       |

## Atlétika
Férfi
| Versenyző    | Versenyszám | Selejtező | Selejtező | Selejtező | Előfutam | Előfutam | Előfutam | Elődöntő | Elődöntő | Elődöntő | Döntő   | Döntő    |
| Versenyző    | Versenyszám | Idő       | Hely.     | Össz.     | Idő      | Hely.    | Össz.    | Idő      | Hely.    | Össz.    | Idő     | Helyezés |
| ------------ | ----------- | --------- | --------- | --------- | -------- | -------- | -------- | -------- | -------- | -------- | ------- | -------- |
| Timothee Yap | 100 m       | 10,84     | 2.        | 7.        | 10,79    | 9.       | 67.      | kiesett  | kiesett  | kiesett  | kiesett | kiesett  |

Női
| Versenyző   | Versenyszám | Döntő   | Döntő    |
| Versenyző   | Versenyszám | Idő     | Helyezés |
| ----------- | ----------- | ------- | -------- |
| Neo Jie Shi | Maraton     | 3:15:18 | 131.     |

## Evezés
Női
| Versenyző       | Versenyszám  | Előfutam | Előfutam | Vigaszág | Vigaszág | Negyeddöntő | Negyeddöntő | Elődöntő | Elődöntő | Elődöntő | Döntő | Döntő   | Döntő | Helyezés |
| Versenyző       | Versenyszám  | Idő      | Hely.    | Idő      | Hely.    | Idő         | Hely.       | Típus    | Idő      | Hely.    | Típus | Idő     | Hely. | Helyezés |
| --------------- | ------------ | -------- | -------- | -------- | -------- | ----------- | ----------- | -------- | -------- | -------- | ----- | ------- | ----- | -------- |
| Saiyidah Aisyah | Egypárevezős | 9:44,71  | 3.       | erőnyerő | erőnyerő | 7:56,00     | 6.          | C/D      | 8:22,45  | 6.       | D     | 7:55,73 | 5.    | 23.      |

## Sportlövészet
Női
| Versenyző    | Versenyszám           | Selejtező | Selejtező | Elődöntő | Elődöntő | Döntő   | Döntő    |
| Versenyző    | Versenyszám           | Pont      | Helyezés  | Pont     | Helyezés | Pont    | Helyezés |
| ------------ | --------------------- | --------- | --------- | -------- | -------- | ------- | -------- |
| Teo Shun Xie | Légpisztoly           | 375       | 37.       |          |          | kiesett | kiesett  |
| Teo Shun Xie | Sportpisztoly         | 571       | 29.       | kiesett  | kiesett  | kiesett | kiesett  |
| Jasmine Ser  | Légpuska              | 413,5     | 25.       |          |          | kiesett | kiesett  |
| Jasmine Ser  | Sportpuska, összetett | 568       | 34.       |          |          | kiesett | kiesett  |

## Tollaslabda
| Versenyző    | Versenyszám | Csoportkör                                                                                            | Csoportkör | Nyolcaddöntő      | Negyeddöntő       | Elődöntő          | Bronz- mérkőzés   | Döntő             | Helyezés |
| Versenyző    | Versenyszám | Ellenfél Eredmény                                                                                     | Hely.      | Ellenfél Eredmény | Ellenfél Eredmény | Ellenfél Eredmény | Ellenfél Eredmény | Ellenfél Eredmény | Helyezés |
| ------------ | ----------- | --- | ---------- | ----------------- | ----------------- | ----------------- | ----------------- | ----------------- | -------- |
| Derek Wong   | Férfi egyes | A csoport · Soren Opti (SUR) · 21–5, 21–6 · Lee Chong Wei (MAS) · 18–21, 8–21                         | 2.         | kiesett           | kiesett           | kiesett           | kiesett           | kiesett           | 14.      |
| Liang Xiaoyu | Női egyes   | C csoport · Delphine Lansac (FRA) · 21–7, 21–15 · Szong Dzsihjon (Seong Jihyeon) (KOR) · 17–21, 11–21 | 2.         | kiesett           | kiesett           | kiesett           | kiesett           | kiesett           | 14.      |

## Úszás
Férfi
| Versenyző        | Versenyszám    | Előfutam | Előfutam | Előfutam | Elődöntő | Elődöntő | Elődöntő | Döntő   | Döntő    |
| Versenyző        | Versenyszám    | Idő      | Hely.    | Össz.    | Idő      | Hely.    | Össz.    | Idő     | Helyezés |
| ---------------- | -------------- | -------- | -------- | -------- | -------- | -------- | -------- | ------- | -------- |
| Joseph Schooling | 100 m gyors    | 48,27    | 2.       | 6.       | 48,70    | 8.       | 16.      | kiesett | kiesett  |
| Joseph Schooling | 100 m pillangó | 51,41    | 1.       | 1.       | 50,83    | 1.       | 1.       | 50,39   |          |
| Quah Zheng Wen   | 100 m pillangó | 52,08    | 2.       | 16.      | 52,26    | 8.       | 15.      | kiesett | kiesett  |
| Quah Zheng Wen   | 200 m pillangó | 1:56,01  | 3.       | 10.      | 1:56,11  | 6.       | 10.      | kiesett | kiesett  |
| Quah Zheng Wen   | 100 m hát      | 54,38    | 7.       | 22.      | kiesett  | kiesett  | kiesett  | kiesett | kiesett  |

Női
| Versenyző     | Versenyszám    | Előfutam | Előfutam | Előfutam | Elődöntő | Elődöntő | Elődöntő | Döntő   | Döntő    |
| Versenyző     | Versenyszám    | Idő      | Hely.    | Össz.    | Idő      | Hely.    | Össz.    | Idő     | Helyezés |
| ------------- | -------------- | -------- | -------- | -------- | -------- | -------- | -------- | ------- | -------- |
| Quah Ting Wen | 100 m pillangó | 1:00,88  | 3.       | 34.      | kiesett  | kiesett  | kiesett  | kiesett | kiesett  |

## Vitorlázás
Férfi
| Versenyző   | Versenyszám     | Futam | Futam | Futam | Futam | Futam | Futam | Futam | Futam | Futam | Futam | Futam | Futam | Futam   | Pontszám | Helyezés |
| Versenyző   | Versenyszám     | 1     | 2     | 3     | 4     | 5     | 6     | 7     | 8     | 9     | 10    | 11    | 12    | É       | Pontszám | Helyezés |
| ----------- | --------------- | ----- | ----- | ----- | ----- | ----- | ----- | ----- | ----- | ----- | ----- | ----- | ----- | ------- | -------- | -------- |
| Leonard Ong | Szörfvitorlázás | 33    | 33    | 35    | 33    | (37)  | 27    | 36    | 37    | 20    | 37    | 34    | 37    | kiesett | 362      | 34.      |
| Colin Cheng | Laser           | 5     | 20    | 13    | 18    | 21    | (47)  | 27    | 22    | 25    | 9     |       |       | kiesett | 160      | 20.      |

Női
| Versenyző              | Versenyszám     | Futam | Futam | Futam | Futam | Futam | Futam | Futam | Futam | Futam | Futam | Futam | Futam | Futam   | Pontszám | Helyezés |
| Versenyző              | Versenyszám     | 1     | 2     | 3     | 4     | 5     | 6     | 7     | 8     | 9     | 10    | 11    | 12    | É       | Pontszám | Helyezés |
| ---------------------- | --------------- | ----- | ----- | ----- | ----- | ----- | ----- | ----- | ----- | ----- | ----- | ----- | ----- | ------- | -------- | -------- |
| Audrey Yong            | Szörfvitorlázás | 25    | 25    | 24    | 25    | 23    | 18    | (27)  | 24    | 22    | 27    | 27    | 27    | kiesett | 266      | 25.      |
| Elizabeth Yin          | Laser radial    | 19    | 29    | 26    | 11    | 23    | 25    | 20    | 17    | (34)  | 23    |       |       | kiesett | 193      | 26.      |
| Jovina Choo Amanda Ng  | 470-es osztály  | 17    | 17    | 20    | (21)  | 18    | 21    | 20    | 17    | 18    | 18    |       |       | kiesett | 166      | 20.      |
| Griselda Khng Sara Tan | 49erFX osztály  | 12    | 19    | 17    | 11    | 14    | 11    | 8     | (20)  | 15    | 7     | 8     | 13    | kiesett | 135      | 15.      |

Vegyes
| Versenyző             | Versenyszám | Futam | Futam | Futam | Futam | Futam | Futam | Futam | Futam | Futam | Futam | Futam | Futam | Futam   | Pontszám | Helyezés |
| Versenyző             | Versenyszám | 1     | 2     | 3     | 4     | 5     | 6     | 7     | 8     | 9     | 10    | 11    | 12    | É       | Pontszám | Helyezés |
| --------------------- | ----------- | ----- | ----- | ----- | ----- | ----- | ----- | ----- | ----- | ----- | ----- | ----- | ----- | ------- | -------- | -------- |
| Justin Liu Denise Lim | Nacra 17    | 2     | 14    | 14    | 18    | 18    | 17    | 14    | 14    | 18    | 17    | (21)  | 11    | kiesett | 157      | 19.      |